# Pastena
Pastena település Olaszországban, Lazio régióban, Frosinone megyében. Lakosainak száma 1263 fő (2023. január 1.). Pastena Falvaterra, Lenola, Castro dei Volsci, San Giovanni Incarico és Pico községekkel határos.

## Népesség
A település lakossága az elmúlt években az alábbi módon változott:
| Lakosok száma | 1453 | 1424 | 1263 |
|               | 2017 | 2018 | 2023 |